# Iquique
Iquique är en stad i norra Chile och är huvudort i regionen Tarapacá. Folkmängden uppgick till cirka 190 000 invånare vid folkräkningen 2017. Tillsammans med grannstaden Alto Hospicio har storstadsområdet cirka 300 000 invånare.
Klimatet i staden är framför allt torrt och sett till temperaturen nästan tropiskt. Det regnar bara ungefär vart tjugonde år. Årsmedeltemperaturen är cirka 18 grader; januari och februari är varmast med 21 och juli är kallast med cirka 15. Det är inte så stor skillnad mellan dag- och nattemperatur.
Staden har en hel del sevärdheter, en av dem är stranden Cavancha.